# Dolná Zálomská
Dolná Zálomská je chráněný areál v oblasti Poľana na Slovensku.
Nachází se v katastrálním území obce Očová v okrese Zvolen v Banskobystrickém kraji. Území bylo vyhlášeno či novelizováno v roce 2000 na rozloze 2,48 ha. Ochranné pásmo nebylo stanoveno.